# Forcipomyia collessi
Forcipomyia collessi är en tvåvingeart som först beskrevs av Yu och Wirth 1997.  Forcipomyia collessi ingår i släktet Forcipomyia och familjen svidknott. Inga underarter finns listade i Catalogue of Life.